# Snodgits
Snodgits è un videogioco di avventura dinamica pubblicato nel 1986 per Amstrad CPC, Commodore 64 e ZX Spectrum. Il protagonista è il maggiordomo di una villa, impegnato a consegnare oggetti e risolvere rompicapi. Venne pubblicato dalla Sparklers, etichetta economica della Creative Sparks, parte del gruppo britannico Thorn EMI; per Spectrum uscì anche con il marchio principale Creative Sparks (forse 1985), ma sempre nella fascia di prezzo bassa.

## Modalità di gioco
Il gioco si svolge nella villa della famiglia Snodger, piena di misteri da risolvere, che in realtà sono questioni banali, ad esempio chi ha rubato il gelato dal frigo o ha versato l'inchiostro sul tappeto. Nella villa si aggirano il signore e la signora Snodger, i figli Roger e Daphne, alcuni investigatori e alcuni mostri umanoidi chiamati Snodgit. I personaggi sono graficamente grandi e dall'aspetto caricaturale. Il giocatore controlla il maggiordomo Benton e ha anzitutto il compito di portare ai membri della famiglia gli oggetti che desiderano. Gli Snodgit spiegano tramite fumetti in inglese chi è la persona e qual è l'oggetto da portargli.
A inizio partita è possibile scegliere tra 5 differenti ville a più piani, ognuna delle quali può arrivare ad avere oltre 200 stanze ai livelli più difficili. La visuale sul piano corrente è isometrica in diagonale, a scorrimento in tutte le direzioni, con la possibilità di cambiare l'angolo di inquadratura. Si dispone di una minimappa del piano corrente e di una bussola. Per Benton si può scegliere il sistema di controllo direzionale (a ciascuna delle quattro direzioni del joystick corrisponde una direzione di marcia) oppure rotatorio (destra/sinistra per ruotare di 90° e su per avanzare). In alcuni punti è possibile anche salire in cima ai muri del piano e usarli come stretti percorsi, come se non ci fosse il soffitto.
L'oggetto e la persona che sono gli attuali obiettivi sono segnalati nella minimappa, se si trovano sul piano corrente; l'oggetto può anche dover essere preso da un altro personaggio. Quando si porta a termine una consegna appare una tavola degli indizi, ossia un piccolo rompicapo per determinare chi ha commesso uno dei "crimini". Il minigioco consiste nel trovare l'elemento in comune a tre gruppi di quattro persone e tre di quattro oggetti. Se si individua correttamente il colpevole si deve poi contattare uno degli investigatori. Ogni tre misteri risolti si passa a un nuovo livello con una casa più grande. La partita termina se si esaurisce una delle due barre di energia di Benton; una cala quando si urta contro pareti, mobilio o persone, mentre l'altra cala quando si urta contro gli Snodgit.